# Крокодил в геральдике
Крокоди́л — одна из естественных негеральдических гербовых фигур.
Изображение крокодила иногда используется в геральдике, особенно часто в тропических, южных странах, а также на персональных гербах лиц, пожалованных ими за службу в азиатских и африканских колониях и территориях.
Крокодил изображается обычно с раскрытой пастью. Цвет животного на гербах — зелёный, иногда синий. Часто располагается в верхней части гербов, над щитом.

## Примеры

Герб Лесото
Герб Ямайки
Герб города Ним (Франция)
Герб департамента Чоко (Колумбия)
Герб зоолога Этьена Жоффруа Сент-Илера